# Hi Score Girl
Hi Score Girl (ハイスコアガール, Hai Sukoa Gāru) é uma série de mangá escrita e ilustrada por Rensuke Oshikiri, publicado pela Square Enix e serializado na Monthly Big Gangan, desde 25 de outubro de 2010 e encerrado em 25 de setembro de 2018. Uma adaptação para anime pela J.C.Staff e Shogakukan Music & Digital Entertainment estreou durante julho a setembro de 2018. Uma segunda temporada foi ao ar de outubro a dezembro de 2019.
A história é entorno da vida de um gamer chamado Haruo Yaguchi, onde o cenário dos jogos com moedas mudaram ao longo do tempo. Conhecida como uma comédia romântica de fliperama dos anos 1990, a série é destacada por seu estilo de arte único e por descrições completas e precisas da infinidade de softwares, hardware e até cultura de jogos, desta época, no Japão.

## Personagens

### Personagens principais
Haruo Yaguchi (矢口 春雄, Yaguchi Haruo)
Voz de: Kōhei Amasaki (japonês); Roberto Rodrigues (1ª temporada), Alexander Vestri (OVAs e 2ª temporada) (português)
Um jovem que é triste em várias facetas da vida: ele não é acadêmico, atlético e nem popular. A única coisa que ele tem a seu favor é a habilidade de ser um Hardcore Gamer. Ele dominava todos os outros jogadores do fliperama, até ele dar de encontro com sua colega de classe, super inteligente, Akira Ono que jogava Street Fighter II. Haruo duela com Akira e recorre a táticas secretas, o que lhe rende um tapa no rosto da garota tímida. Este encontro inicia uma estranha e difícil relação entre os dois jogadores rivais.[carece de fontes?]
Akira Ono (大野 晶, Ōno Akira)
Voz de: Sayumi Suzushiro  (japonês); Raíssa Bueno  (português)
Filha da Família Ono, zaibatsu, Akira é rica, popular e com vários talentos - o polo oposto de Haruo. No entanto, na tentativa de escapar do rigoroso regime educacional que ela enfrenta em casa, ela fugia de vez em quando para jogar nos fliperamas, onde mostra suas habilidades excepcionais em jogos. Inicialmente ela encontra Haruo durante uma partida de Street Fighter II, e a partir daí se une a ele por seu amor mútuo pelos jogos. Akira nunca diz uma palavra e se comunica apenas através de gestos e expressões faciais. Ono também aparece como personagem secundaria, fazendo um crossover, em Million Arthur: Arcana Blood.
Koharu Hidaka (日高 小春, Hidaka Koharu)
Voz de: Yūki Hirose  (japonês); Jéssica Cardia  (português)
Uma garota da turma de Haruo da escola média. Depois ela frequenta uma escola feminina durante a escola secundária. Anteriormente uma garota introvertida que passava muito tempo estudando sozinha, se tornando uma pessoa mais sociável e se interessa por jogos depois de passar um tempo com Haruo, por causa de um fliperama Neo Geo MVS instalado em frente à loja de sua família. Ela tem um instinto natural para jogos de luta, que a transforma em uma força poderosa a ser reconhecida como jogadora e rival de Yaguchi. Depois de um fatídico confronto com os hábitos de Haruo, ela desenvolveu um lado sádico sempre que Haruo Yaguchi está por perto. Essa habilidade assustadora nos jogos de luta chamou a atenção do líder da "Força Mizonokuchi", Nikotama, que ajudou Koharu a despertar seu amor por jogos de luta.

## Mídia

### Mangás
Rensuke Oshikiri estreou o seu mangá na revista mensal Big Gangan da Square Enix em 25 de outubro de 2010 e teve seu encerramento no dia 25 de setembro de 2018 completando dez volumes  e um total de 63 capítulos, intitulados de "credit".  A série foi publicada em dez volumes tankōbon, com o primeiro volume lançado em 25 de fevereiro de 2012 e o décimo e último volume lançado em 25 de março de 2019.
Devido aos Direitos autorais da SNK, em 2014, a Square Enix fez um recall dos primeiros cinco volumes, somente sendo lançados novamente em julho de 2016, desta vez, intitulado Hi Score Girl CONTINUE.
O spin-off Hi Score Girl DASH foi anunciado na edição de dezembro de 2019 da revista mensal Big Gangan, o mangá se concentra na personagem Koharu Hidaka, uma professora de escola média, com quase 30 anos de idade, a história passa-se no ano de 2007. Teve seu capítulo de estreia na edição seguinte, da mesma revista, em 25 de dezembro de 2019.

### Anime
A revista mensal Big Gangan revelou em dezembro de 2013 que adaptação para anime estava em produção.  A adaptação foi animada pela Shogakukan Music & Digital Entertainment , com produção da J.C. Staff, dirigida por Yoshiki Yamakawa, escrito por Tatsuhiko Urahata, o design de personagens feitos por Michiru Kuwabata e música de Yoko Shimomura, anunciado pelo canal do youtube da Warner anime, em março de 2018, o anime foi ao ar, no Japão, de 13 de julho a 28 de setembro de 2018. A Netflix transmitiu mundialmente o anime em 24 de dezembro de 2018 com uma dublagem em português brasileiro, pelo estúdio Dubbing Company Campinas.
A série recebeu 3 episódios de OVA, intitulados "Extra Stage (Round 13, 14 e 15)", que estreou em 20 de março de 2019, pela Netflix.
A segunda temporada com nove episódios foi ao ar de 25 de outubro a 20 de dezembro de 2019, com a mesma equipe e elenco. A segunda temporada estreou na Netflix no dia 9 de abril de 2020, fora do Japão e China, com mesmo elenco de dublagem em português brasileiro, desta vez, feito pelo estúdio Unidub.

#### Aberturas e Encerramentos
| Primeira Temporada | Primeira Temporada                                                    | Episódios (“Round”) | Ref.   |
| Abertura           | sora tob sakana - "New Stranger"                                      | 1 ~ 14              | [ 16 ] |
| Encerramento       | Etsuko Yakushimaru - "Hōkago Distraction" (放課後ディストラクション?) | 1 ~ 15              | [ 17 ] |

| Segunda Temporada | Segunda Temporada                        | Episódios (“Round”) | Ref.   |
| Abertura          | sora tob sakana - "flash"                | 16 ~ 24             | [ 18 ] |
| Encerramento      | Etsuko Yakushimaru - "Unknown World Map" | 16 ~ 23             | [ 19 ] |

## Recepção
Foi o número dois da Takarajimasha, Kono Manga ga Sugoi!, pesquisa de "Top 20" Mangás para leitores masculinos. Também foi eleito para a sexta posição do Manga Taishō  e o decimo sétimo colocado no Prêmio Cultural Tezuka Osamu . Além disso, foi o nono no Grande Prêmio Comic Natalie, todas essas premiações foram no ano de 2013. 
Em 30 de dezembro de 2012, o volume 3 vendeu 59.016 cópias e em 7 de julho de 2013, o volume 4 chegou a marca de 103.734 cópias vendidas.

## Direitos autorais
Em 5 de agosto de 2014, a Polícia do Distrito de Osaka revistou os escritórios da Square Enix, e os editores da Hi Score Girl, agindo sob uma alegação de violação de direito autoral da SNK Playmore, afirmando que o mangá apresenta mais de 100 infrações dentre os personagens de The King of Fighters, Samurai Shodown e outros jogos de luta pertencentes a empresa.  Em resposta, a Square Enix retirou voluntariamente todos os cinco volumes impressos, feitos na época, e suspendeu temporariamente a publicação dos futuros volumes e vendas digitais. Porém, os capítulos do mangá continuou sua execução na revista mensal Big Gangan.
As outras empresas, Capcom, Bandai Namco e Sega, disseram que deram consentimento formal para o mangá usar os personagens de seus jogos. No entanto, um representante da Sega acrescentou que a empresa só deu permissão depois que um de seus personagens já havia aparecido no mangá.
A Square Enix apresentou uma contestação contra a SNK Playmore em outubro 2014, solicitando ao Tribunal Distrital de Osaka que confirmasse que o mangá não viola os direitos autorais de acordo com o artigo 119, seção 1 da Lei de direitos autorais do Japão.
Em agosto de 2015, em um comunicado a imprensa, a Square Enix e a SNK chegaram a um acordo, permitindo que o mangá fosse vendido novamente em diferentes formatos. Logo, em 2016 a Square Enix relançou os cinco primeiros volumes com o título Hi Score Girl CONTINUE.

### Mangá
- «High Score Girl» (em japonês). na editora Square Enix
- Hi Socre Girl (mangá) na enciclopédia do Anime News Network (em inglês)

### Anime
- «High Score Girl» (em japonês). site oficial do anime
- «TVアニメ「ハイスコアガール」公式- @hi_score_girl» (em japonês). twitter oficial (anime)
- Hi Socre Girl (anime) na enciclopédia do Anime News Network (em inglês)
- Hi Score Girl: Extra Stage (OVA) (anime) na enciclopédia do Anime News Network (em inglês)
- Hi Socre Girl II (anime) na enciclopédia do Anime News Network (em inglês)

Streaming;
- «Hi Score Girl». na Netflix